# 華萊士 (路易斯安那州)
華萊士（英語：Wallace）是位於美國路易斯安那州施洗者聖約翰堂區的一個普查規定居民點。

## 人口
根據2020年美國人口普查的數據，華萊士的面積為19.95平方千米，當中陸地面積為16.72平方千米，而水域面積為3.23平方千米。當地共有人口755人，而人口密度為每平方千米37.84人。